# Carpha aristata
Carpha aristata är en halvgräsart som beskrevs av Georg Kükenthal. Carpha aristata ingår i släktet Carpha och familjen halvgräs. Inga underarter finns listade i Catalogue of Life.